# Patrocini Agulló i Soler
Patrocini Agulló i Soler, coneguda com a Patro (Penàguila, Alacant, 10 de febrer de 1909 - Sabadell, 10 de desembre de 1966), fou una defensora dels més necessitats, des de la seva fe i donació personal

## Biografia
Nascuda al Penàguila (Alacant, als 14 anys arribà amb la família a Sabadell i començà a treballar de modista. Poc temps després, va crear l'Escola Nocturna de la parròquia de la Puríssima Concepció per a noies treballadores, que va animar i dirigir durant més de vint-i-cinc anys. Va promoure la construcció de la parròquia de Can Rull de Sabadell, on va impulsar moltes activitats en benefici de la gent del barri. Tota la vida va estar compromesa en la lluita per la convivència, la solidaritat i l'ajut als més necessitats, i ho feu amb una gran senzillesa i amb molta generositat.

## Reconeixement i memòria
Des del 22 de desembre de 1993, una plaça de la ciutat de Sabadell porta el seu nom i hi té dedicat un petit monòlit.
L'Associació Amics de la Patro, que procura pel seu record des que va morir, ha publicat al 2016 un llibre-dossier amb el títol de La Patro, una vida dedicada als demés, que recull, a més de la seva vida i la seva tasca, tots els actes duts a terme per l'associació al llarg de cinquanta anys. La parròquia de Can Rull, Sant Antoni de Pàdua, per la que tant va lluitar, pregar i plorar, vol promoure la seva memòria duent les seves restes a la mateixa parròquia, però es troba amb l'entrebanc del mateix Bisbat de Terrassa. Se està treballant també per fer una publicació que sigui la vida novel·lada de la Patro: "Qui sóc? La Patro, la Patro de Can Rull", escrita pel rector Mn. Juan José Recasens.